# Berliet GDL
Unter der Typenbezeichnung Berliet GDL wird eine Vielzahl von Typen schwerer LKW aus den 1930er Jahren zusammengefasst, die vom französischen Kraftfahrzeughersteller Berliet in Lyon hergestellt wurden.

## Varianten

### Allgemeines
Die Fahrzeuge waren (mit Ausnahme des Berliet GDLS) allesamt Langhauber, hatten ein Getriebe mit vier Vorwärtsgängen und einem Rückwärtsgang und eine angetriebene Hinterachse (4×2). Sie unterschieden sich in ihrer Nutzlast, die zwischen 5 und 6,5 Tonnen variierte, und ihren Motoren. Von einigen Untertypen gab es ab 1938 eine modernisierte Variante mit der Zusatzbezeichnung "m38".
Die Fahrzeuge wurden mit ganz wenigen Ausnahmen nur für den Zivilgebrauch in den Jahren 1933 bis 1939 gebaut. Einige mögen bei Ausbruch des Zweiten Weltkrieges vom französischen Militär requiriert worden sein. Eine Verwendung der hier behandelten Typen und Varianten durch die deutsche Wehrmacht ist bislang nicht nachgewiesen.

### Berliet GDL
Die Nutzlast des GDL wird mit 5, teilweise 5,5 bis 6 Tonnen angegeben, der Radstand mit wahlweise 4,45 oder 5,15 m, die Spur vorne mit 1,925 und die Breite mit 2,413 m. Ein (oder mehrere) LKW des Typs GDL wurden 1933 für die Küstenartillerie der französischen Marine bestellt Folgende Varianten sind genannt:
GDL 7: 7-Liter-Vierzylinder-Dieselmotor Typ MDB (Bohrung x Hub 120 × 160 mm = 7238 cm³ Hubraum, 19 Steuer- und 70 effektive PS bei 1700/min), allgemeine Betriebserlaubnis April 1933. Gebaut wurden 89 Stück 1933, 135 Stück 1934, 134 Stück 1935 und 88 Stück 1936
GDL 7T: Die Nutzlast war von 5 auf 5,5 Tonnen erhöht, 7-Liter-4-Zylinder-Ottomotor Typ MDB wie beim Berliet GDL7, allgemeine Betriebserlaubnis Mai 1934, gebaute Stückzahlen unbekannt (möglicherweise bei GDL 7 mit enthalten)
GDL 8: 8-Liter-Sechszylinder-Dieselmotor Typ MDC (Bohrung × Hub 110 × 150 mm = 8553 cm³ Hubraum, 23 Steuer- und 80 effektive PS bei 1600/min), allgemeine Betriebserlaubnis März 1934, gebaute Stückzahlen unbekannt (möglicherweise bei GDL 7 mit enthalten).
GDL 10: 10-Liter-Sechszylinder-Dieselmotor Typ MDE (Bohrung × Hub 120 × 160 mm = 10.857 cm³ Hubraum, 29 Steuer- und 100 effektive PS bei 1650/min), allgemeine Betriebserlaubnis Februar 1936 (zusammen mit Typ GDLB 10), gebaute Stückzahlen bei GDLB 10 mit enthalten.
GDL 20: Vierzylinder-Ottomotor Typ MLB 6 (Bohrung × Hub 110 × 140 mm = 5322 cm³ Hubraum, 20 Steuer-PS, effektive Höchstleistung unbekannt bei 2100/min), allgemeine Betriebserlaubnis Januar 1934. Gebaut wurden 16 Stück 1934
GDL 22: Vierzylinder-Ottomotor Typ MLB (Bohrung × Hub 110 × 154,8 mm = 5884 cm³ Hubraum, 22 Steuer-PS, effektive Höchstleistung unbekannt bei 2400/min), allgemeine Betriebserlaubnis Februar 1934. Gebaute Anzahl unbekannt.
GDL 25: Sechszylinder-Ottomotor Typ MKU (Bohrung × Hub 100 × 140 mm = 6597 cm³ Hubraum, 25 Steuer-PS, effektive Höchstleistung unbekannt bei 2600/min), Datum der allgemeinen Betriebserlaubnis und gebaute Stückzahl unbekannt (möglicherweise nur im Katalog angeboten, aber nicht gebaut)
GDLG 21: Sechszylinder-Holzgasmotor Typ MKUG (Bohrung × Hub 110 × 140 mm = 7983 cm³ Hubraum, 21 Steuer-PS, effektive Höchstleistung unbekannt bei 2200/min), allgemeine Betriebserlaubnis Dezember 1934. Gebaut wurden 1 Stück 1934, 13 Stück 1935, 5 Stück 1936 und 30 Stück 1937

### Berliet GDL m.38
Der Berliet GDL wurde 1938 modernisiert: der Radstand betrug jetzt wahlweise 4,51 oder 5,25 m, die Breite mit 2,50 m. Folgende Varianten sind genannt:
GDL 7 m.38: 7-Liter-Vierzylinder-Dieselmotor Typ MDB3R (Bohrung × Hub 120 × 160 mm = 7238 cm³, 19 Steuer- und 80 effektive PS bei 1700/min), allgemeine Betriebserlaubnis August 1938. Gebaut wurden 75 Stück 1938 und 178 Stück 1939
GDL 8 m.38: 8-Liter-Sechszylinder-Dieselmotor Typ MDC3C (Bohrung × Hub 110 × 150 mm = 8553 cm³, 23 Steuer- und 115 effektive PS bei 1800/min), allgemeine Betriebserlaubnis August 1938, gebaute Stückzahlen bei GDL 7 m.38 mit enthalten.
GDLG 21 m.38: Sechszylinder-Holzgasmotor Typ MKUG (Bohrung × Hub 110 × 140 mm = 7983 cm³, 21 Steuer-PS, effektive Höchstleistung unbekannt bei 2000/min), allgemeine Betriebserlaubnis Oktober 1938. Gebaute Anzahl unbekannt: Möglicherweise wurde die Variante nur angeboten, aber nicht gebaut.

### Berliet GDLB
Die Nutzlast war auf 6–6,5 Tonnen erhöht, die Breite wird für alle Varianten mit 2,35 m angegeben. Folgende Varianten sind bekannt:
GDLB 7: Motor wie GDL 7, Radstand 4,45 m, Länge 7,10 m, allgemeine Betriebserlaubnis Januar 1936. Gebaute Anzahl in GDL 7 enthalten.
GDLB 8: Motor wie GDL 8, Radstand 4,56 m, Länge 7,20 m, allgemeine Betriebserlaubnis Januar 1936. Gebaute Anzahl unbekannt.
GDLB 10: Motor wie GDL 10, Radstand 4,45 m, Länge 7,20 m, allgemeine Betriebserlaubnis Februar 1936. Zusammen mit dem Typ GDL 10 wurden 1936 und 1937 je 1 Stück und weitere 6 Stück 1938 gebaut.
GDLB 22: Motor wie GDL 22, Radstand 4,56 m, Länge 7,086 m, allgemeine Betriebserlaubnis September 1936. Gebaute Anzahl unbekannt.

### Berliet GDLC
Von diesem Typ gab es nur eine Variante, den GDLCG21: Holzgas-Motor wie im GDLG 21, Radstand 4,51 m, Länge 6,97 m, Breite 2,50 m, allgemeine Betriebserlaubnis März 1938, gebaute Anzahl nicht zu ermitteln: Möglicherweise handelte es sich um einen nicht in Serie gegangenen Prototyp.

### Berliet GDLK
Der Berliet GDLK hatte eine Nutzlast von 6,5 Tonnen, einen Radstand von 3,24 m, eine Länge von 6,41 m und eine Breite von 2,35 m. Es gab zwei Motorvarianten:
GDLK 7:7-Liter-Vierzylinder-Dieselmotor Typ MDB2R (Bohrung × Hub 120 × 160 mm = 7238 cm³, 19 Steuer-PS, unbenannte Höchstleistung bei 1650/min), allgemeine Betriebserlaubnis Juni 1936. Gebaut wurden 12 Stück 1936, 45 Stück 1937 und 16 Stück 1938
GDLK 8:8-Liter-Sechszylinder-Dieselmotor Typ MDCW (Bohrung × Hub 110 × 150 mm = 8553 cm³, 23 Steuer-PS, unbenannte Höchstleistung bei 1800/min), allgemeine Betriebserlaubnis August 1937. Gebaut wurden 3 Stück 1937, 5 Stück 1938 und 1 Stück 1939.
GDLK 7 m.38:Länge 6,7 und Breite 2,50 m, sonst Maße wie oben; 7-Liter-Vierzylinder-Dieselmotor Typ MDB3R (Bohrung × Hub 120 × 160 mm = 7238 cm³, 19 Steuer-PS, 80 effektive PS bei 1700/min), allgemeine Betriebserlaubnis Januar 1939. Stückzahlen sind nicht überliefert, möglicherweise blieb es bei einem Prototyp.
GDLK 8 m.38:Länge 6,86 und Breite 2,50 m, sonst Maße wie oben; 8-Liter-Sechszylinder-Dieselmotor Typ MDC3W (Bohrung × Hub 110 × 150 mm = 8553 cm³, 23 Steuer-PS, 115 effektive PS bei 1700/min), allgemeine Betriebserlaubnis Januar 1939. Stückzahlen sind beim GDLK8 mit enthalten.

### Berliet GDLM
Die Nutzlast betrug 5,5 Tonnen. Stückzahlen sind nicht überliefert, möglicherweise blieb es bei Prototypen. Es gab zwei Motorvarianten:
GDLM 7: 7-Liter-Vierzylinder-Dieselmotor Typ MDBR (Bohrung × Hub 120 × 160 mm = 7238 cm³, 19 Steuer- und 70 effektive PS bei 1400/min), allgemeine Betriebserlaubnis Februar 1935.
GDL 10: 10-Liter-Sechszylinder-Dieselmotor Typ MDE (Bohrung × Hub 120 × 160 mm = 10.857 cm³, 29 Steuer- und 100 effektive PS bei 1650/min), allgemeine Betriebserlaubnis Juli 1935.

### Berliet GDLR
Die Nutzlast betrug 6,5 Tonnen, die Breite 2,35 m. Es gab zwei Motorvarianten:
GDLR 7:Radstand: Der Kunde konnte wählen zwischen 3,98 m, 4,45 m und 5,15 m, Länge 7,103 oder 8,273 m, 7-Liter-Vierzylinder-Dieselmotor Typ MDBR (Bohrung × Hub 120 × 160 mm = 7238 cm³, 19 Steuer-PS, 70 effektive PS bei 1700/min), allgemeine Betriebserlaubnis September 1936. Gebaut wurden 57 Stück 1936, 125 Stück 1937 und 126 Stück 1938. Im Dezember 1937 wurde ein Berliet GDLR mit Kipper an die Marinebasis Cherbourg geliefert.
GDLR 8:Länge 7,213 m; 8-Liter-Sechszylinder-Dieselmotor Typ MDCW (Bohrung × Hub 110 × 150 mm = 8553 cm³, 23 Steuer-PS, unbenannte Höchstleistung bei 2000/min), allgemeine Betriebserlaubnis September 1936. Gebaut wurden 6 Stück 1936, 43 Stück 1937 und 9 Stück 1938.

### Berliet GDLS
Siehe gesonderten Artikel Berliet GDLS

### Originalquellen
Eine Publikation, in der alle vor 1945 gebauten Berliet-Typen individuell abgehandelt wären, gibt es nicht. Neben der unten erwähnten Literatur wurde auf folgende in der Fondation Berliet verwahrte Originalunterlagen zurückgegriffen:
- "Fiches des Mines": Es handelt sich um die Unterlagen zur Erteilung einer allgemeinen Betriebserlaubnis, hierfür ist in Frankreich der "Inspecteur des mines" sachlich zuständig. Diese Unterlagen sind chronologisch geordnet und nummeriert. Nicht zu jedem Typ bzw. Variante gibt es entsprechende Unterlagen, teils, weil sie wohl als Untervarianten eines Typs verstanden wurden, für den eine gesonderte Erlaubnis nicht erforderlich war, teils wohl, weil diese Unterlagen im Laufe der letzten 100 Jahre verlorengegangen sind. Bei Militärtypen gibt es Hinweise, dass eine Betriebserlaubnis direkt durch militärische Dienststellen erfolgte, was entsprechende "fiches des mines" überflüssig machte. Die Quellenbezeichnung lautet: "Fiches No...."
- "Etat des véhicules utilitaires et autobus declares aux mines depuis 1920", eine 15-seitige Zusammenstellung vom 1. Dezember 1941, enthält insbesondere die reservierten Chassisnummernbänder, die jedoch vielfach nicht vollständig ausgeschöpft wurden, einige Typen bzw. Varianten werden nicht erwähnt, Quellenbezeichnung lautet: "Etat S..."
- "Nombre de véhicules construits de 1930 à 1942", siebenseitige Zusammenstellung der zwischen 1930 und 1942 gebauten Stückzahlen an Nutzfahrzeugen, erstellt wohl 1943, erste Seite teilweise irreparabel verderbt, teilweise werden mehrere Typen bzw. Varianten zusammengefasst, Quellenbezeichnung lautet: "Nombre S...."

### Sonstige Literatur
- Monique Chapelle: Berliet. 1. Auflage. EMCE, Saint-Chamond 2016, ISBN 978-2-35740-049-8.
- Christophe Puvilland: Berliet 1905–1978, toute la gamme omnibus, autocars, autobus et trolleybus. 1. Auflage. histoire&collections, Paris 2008, ISBN 978-2-35250-059-9.
- François Vauvillier: Tous les Berliet militaires 1914–1940, vol.1: les camions. histoire&collections, Paris 2019, ISBN 978-2-35250-496-2.